# 한비자

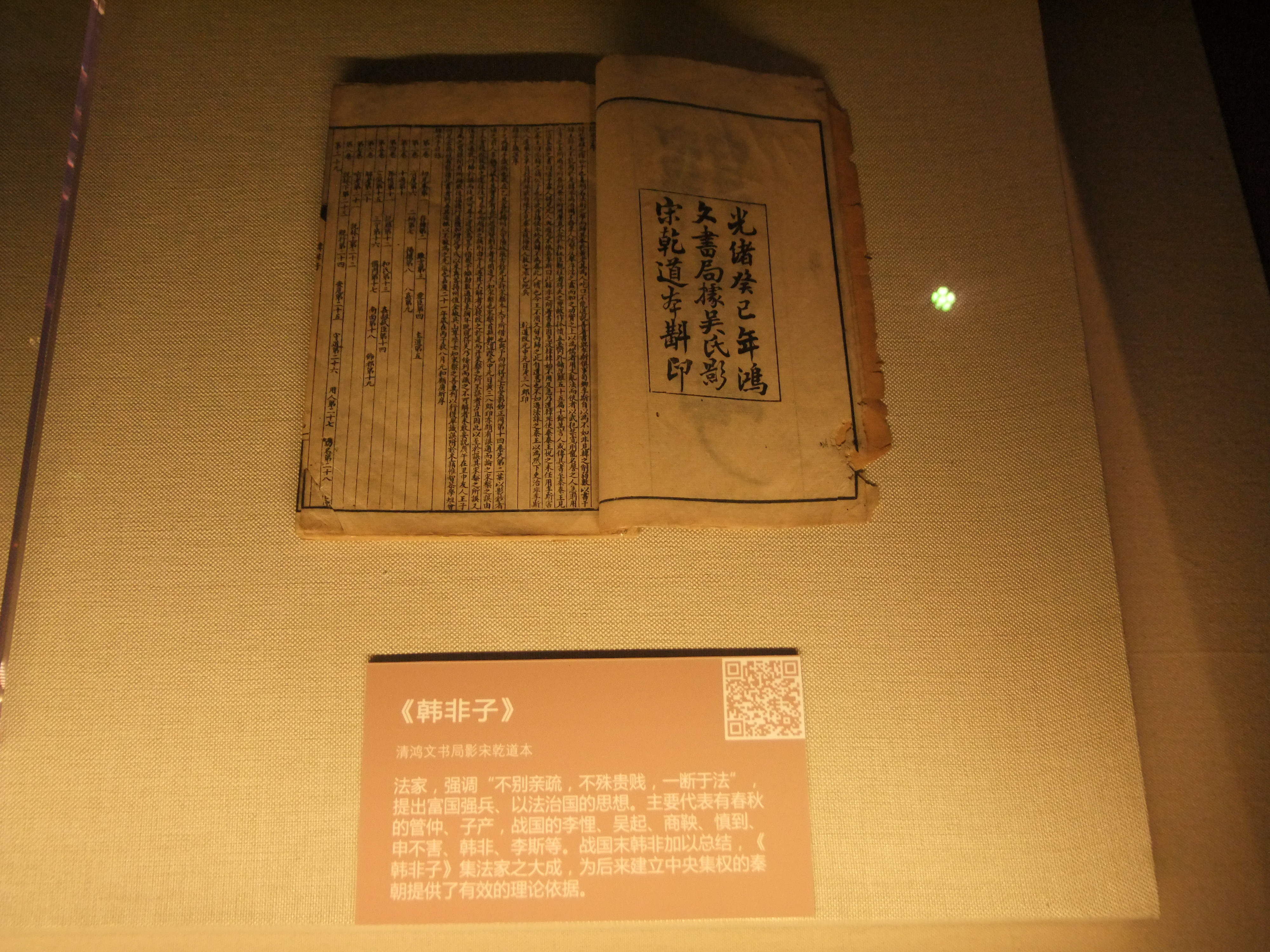

《한비자》(韓非子)는 중국 전국 시대 한비 등이 쓴 책으로 법가 사상을 집대성하고 있다.
이 책은 중국 고전시대 다른 많은 책처럼 집단적 저작물이다. 그러나 대부분의 편장은 어느 정도의 일관성 아래에 포괄될 수 있는 부분들임이 명백하다.
이 책은 총 55편으로 이루어져 있으며, 각 편장들은 몇 가지의 특색 있는 종류들로 나눌 수 있다. 물론 대부분의 편장은 한비가 군주에게 부여하는 권력의지의 지향점인 절대적 군주권의 수립 및 현실에서 출발하는 국가 전체의 질서 정립이라는 문제의식을 다루고 있다.

## 배경
≪한비자≫는 전국시기에 법가 사상을 집대성한 저작이다. 한비가 활동했던 시대인 전국시기는 중국 역사상 강대한 제후국들이 서로 정벌 전쟁을 일삼은 혼란의 시기였다. 또 각국에서는 신하가 군주를 시해하고 아들이 부친을 살해하는 등 비윤리적인 행위들이 빈번하게 일어났다. 이런 시기에 한비의 조국 한나라는 늘 외세의 침략을 받아 쇠퇴 일로를 걷고 있었다. 한비는 기존 사고방식과 체제로는 나라를 부강하게 만들 수 없다고 생각해 법치라는 새로운 이념으로 나라를 다스릴 것을 주장했다.
≪한비자≫ 55편의 내용은 대략 10가지로 나눌 수 있다. 첫째, 잘못된 통치방식을 비판하고 법치를 주장했다. 둘째, 계급과 지위를 차지하려는 간신들의 은밀한 활동과 궁정 내부에 잠재된 위험을 이야기했다. 셋째, 한비자의 정치적 경험과 주장들을 반영했다. 넷째, 군주가 나라를 세우는 방법을 설명하고 한비자의 법치 주장과 이를 실현하는 방식을 서술했다. 다섯째, 선진 제가들의 학술 주장을 비판하며 사상 통제를 강화할 것을 요구했다. 여섯째, 노자 혹은 황로 사상을 해설하며 자신의 관점을 이야기했다. 일곱째, 널리 알려진 이야기를 반박하는 형식으로 자신의 정치적 주장을 논리적으로 서술했다. 여덟째, 많은 역사적 이야기와 민간 전설을 들어 법·통치술·권세가 결합된 법치 이론을 서술했다. 이 부분은 문장이 생동적이고 문학성이 뛰어난다. 아홉째, 한비자가 수집한 원시 자료로 자신의 법치 주장을 뒷받침하는 사례를 인용했다. 열째, 한비자와 관련된 역사적 사건들을 기록했다. 이 중 1편에서 4편까지는 군주에 대한 이야기들을 서술함으로써 군주의 태도가 국가 형성의 중요함을 나타내고 있다.

## 편장의 대략적 분류
- 다른 사상들의 흔적이 담긴 편장

《한비자》
속에는 다양한 다른 사상들이 등장한다. 그 가운데에는 서술하는 주체의 판단 기준이 된 것도 존재하고 반대로 비판 대상이 된 것도 존재한다. 판단 기준이 된 다른 사상은 도가와 법가의 혼합을 이룬 황로파나 법가의 사상가들인 상앙, 신불해 등의 것이 있다. 상앙의 경우에는 법을 이야기 할 때, 신불해의 경우는 술을 이야기 할 때 그 전거로서 매우 많이 사용된다.
- 황로파의 시각 아래서 서술된 편장

5편 〈주도〉, 8편〈양권〉, 20편〈해로〉, 21편〈유로〉, 27-29편〈용인〉〈공명〉〈대체〉. 여기서 한비는 특히 그가 구상하는 정치체제의 근거를 형이상학적인 영역으로까지 확장시켜낸다. 법, 술, 세를 작동시키는 군주의 행위는 결국 초월적인 척도를 행성하므로 법술지사의 도움을 받아 객관적 척도를 수립하는 데 성공한 군주는 더 이상 아무것도 하는 일 없이 즉 무위하고서도 국가를 통치할 수 있게 된다.
- 상앙의 시각 아래에서 서술된 편장

53편 〈칙령〉, 54편 〈심도〉, 55편 〈제분〉.
- 상앙과 신불해 모두를 인용한 편장

43편 〈정법〉. 흩어져 있던 법가의 개념들을 집대성해서 하나의 체계로 만든 사람이 한비라는 점을 여기서 명확히 밝힐 수 있다.
- 타 학파에 대한 비판

49-51편 〈오두〉,〈현학〉,〈충효〉. 주된 비판 대상은 지식인으로서의 삶을 살아가지만 실천과는 유리된 모습을 보여주는 유가와 묵가이며, 종횡가의 합종책에 대해서도 단일 군주권의 원리를 통해 비판이 시도된다. 비판 역시 한비의 권력의지가 어디로 향해 있었는지를 살피는 데 있어 매우 핵심적인 부분이다.
- 독자를 짐작할 수 있는 편장

군주에 대한 상주문이거나 한비 학파의 교과서로 쓰였을 법한 편장들이 다수 발견된다.
- 군주에 대한 상주문들

1-4편이 명확하다. 물론 이론적 논문의 대부분은 군주를 잠재적 독자로 삼고 있다.
- - 한비 학파의 교과서들

23, 24편 〈설림〉30-35 〈내/외저설〉. 특히 이것이 교과서로 뽑힐 만한 이유는 이것이 바로 수많은 사례들을 포함하고 있는 편장이기 때문이다. 군주를 설득하기 위한 변설의 자료를 공부해야 했던 당시 학자 지망생들의 교육 내용을 짐작할 수 있는 부분으로 보인다. 36-39편 〈난〉1-4도 비슷한 성격으로 보인다.
- 추가로 〈고분〉편처럼 특별히 상주문 형식이 아니면서 신하의 유형과 군주의 설득에 대해 언급하는 편장도 그 상정된 독자는 한비 학파의 학생들이었을 가능성이 크다. 군주의 설득에 대한 분석은 결국 법술지사의 승리를 위한 조건을 탐구한 부분으로 간주할 수 있기 때문이다.

## 편장 구성
각 편장들의 제목과 간략한 내용은 다음과 같다.
- 1. 초진견初秦見. 한비가 진왕에게 상주하기 위해 저술한 것이지만 실제와 맞지 않는 부분이 많아 그의 저작이라고 보기는 어렵다.

- 2. 존한存韓. 한의 보존을 위해 진왕에게 상주한 글이다. 역시 한비의 저술로 보기에는 무리가 있다고 한다.

- 3. 난언難言. 역시 군주에게 올리는 상주문이며, 설득의 어려움을 군주에게 알리는 형식이다.

- 4. 애신愛臣. '총애받는 신하'라는 머릿글자를 딴 편이다. 신료를 통제하고 군주의 자리를 보존하기 위해서는 법으로 명확한 관계를 세워야 함을 역설한다.

- 5. 주도主道. '군주의 길'. 《노자》와 흡사한 운문으로 이뤄져 있으며, 무위의 치에 대한 나름의 해석을 담고 있다. 《노자》에 대한 독후감인 편장과 더불어 노자와 법가를 혼합한 황로파의 사상이 한바와 멀지 않은 진/한시기에 있었다는 점을 시사해주는 문헌이다.

- 6. 유도有度. '법도의 존재'. 신료에게 법을 철저히 적용시킬 것을 이야기한다.

- 7. 이병二柄. 상·벌권을 함께 손에 쥐어야만 군주로서 군림할 수 있다고 이야기하는 편장이다.

- 8. 양권揚權. 5편 〈주도〉와 함께 운문으로 이뤄진 편장이다. 여기서는 군주의 자율성을 어떻게 확보해야 하는지에 대한 논의가 전개된다.

- 9. 팔간八姦. 군주권을 침해하는 요소들을 여덟가지로 유형화하며 그에 대한 논의를 전개한다.

- 10. 십과十過. 군주가 나라를 잃는 원인으로 저지를 수 있는 과오들에 대한 논의가 이뤄진다.다양한 옛 이야기들이 인용되어 흥미를 불러일으킨다. 옛 이야기의 내용 자체는 다른 문헌과 그리 다르지는 않다.

- 11. 고분孤憤. 법술지사가 인정을 받을 수 없는 상황에 대한 분노를 터뜨리는 부분으로, 핵심적인 편장 가운데 하나다.

- 12. 세난說難. 3편과 유사한 주제를 다루고 있다.

- 13. 화씨和氏. 편장 제목은 화씨의 옥 이야기에서 따온 것이다.법술에 의한 통치가 이뤄지지 않은 상황에 대한 한탄이 있다.

- 14. 간겁시신姦劫弑臣. 군주를 해치는 신하들의 유형을 분석한 편장이다. 매우 치밀한 모습을 보여준다.

- 15. 망징亡徵. 말 그대로 나라가 망할 것이라는 징조가 어떠한 것이 있는지를 분석해 낸 장이다. 역시 대단히 치밀하다.

- 16. 삼수三守. 군주권을 지키기 위해 반드시 지켜야 할 세 가지를 서술했다. 핵심은 정보와 결정권의 불균형을 유지하는 것에 있다.

- 17. 비내備內. 부인 및 자식들 역시 군주에게 해를 가할 수 있다는 냉정한 분석이 이뤄진다.

- 18. 남면南面. 편장의 제목은 군주가 마주하는 방향을 통해 군주의 군림을 비유적으로 표현하는 낱말이다. 신료들을 상호 견제시키고, 스스로의 발언에 책임을 묻게 하는 방법 등의 군림 방법이 기술되어 있다.

- 19. 식사飾邪. 미신을 타파하자는 '합리주의적' 성향이 드러나 있다. 한비는 여기서 어떠한 것도 법 이상의 기준일 수는 없다는 메시지를 전달하려 한다.

- 20. 해로解老. 《노자》에 대해 쓴 편장 가운데 하나. 노자 자체보다는 법가와 도가의 절충적 지점 즉 황로파에 가까운 해석을 하고 있다. 여기서 인용되는 《노자》의 문구들은 문헌학적으로 중요하게 취급된다.

- 21. 유로喩老. 《노자》에 대해 쓴 편장 가운데 하나. 좀 더 독자적인 비유가 많이 이뤄지고 있다고 한다.

- 22·23. 설림說林 상/하. 옛 이야기들이 다수 포함된 자료집으로 보인다.

- 24. 관행觀行. 행동의 관찰에도 역시 법술의 기준이 필요하다는 논지다.

- 25. 안위安危. 국가를 잘 보존하는 원칙과 위기에 빠지는 길에 대한 유형화. 법에 대한 존중은 역시 그 핵심이다.

- 26. 수도守道. 나라를 지켜나가는 방법에 대하여 서술한다. 역시 객과적 기준에 대한 강조가 눈에 띈다.

- 27. 용인用人. 하늘(天)이 언급되는 등 그 형이상학적 근거에서 황로파의 저작임을 알 수 있다. 역시 법술과 신상필벌의 원리가 무위의 치와 결합되어 있다.

- 28. 공명功名. 역시 황로파의 저작 같다. 군주가 공을 세우는 데 필수적인 것으로 언급된 요소들은 천시, 인심, 재능, 세이며 이 가운데 재능을 제외하면 모두가 황로파에서 중요하게 여기는 덕목들이다.

- 29. 대체大體. 역시 황로파의 저작같다. 군주와 신하 상하간의 안정적 관계를 유지하는 동력은 바로 도이며 자연에 순응하는 것이다.

- 30. 내저설內儲說 상, 칠술七術. 경經과 전傳 두 부분으로 나뉘어 있다. 경에서는 군주가 취해야 할 일곱가지 방법을, 전에서는 그 구체적 사례를 해설하고 있다.

- 31. 내저설 하, 육미六微. 역시 경과 전으로 나뉘어 있다. 경에서는 군주가 감지해야 할 나쁜 징조들을에 대해 이야기하며 전에서는 그 구체적 사례를 설명하고 있다.

- 32·33·34·35. 외저설外儲說 좌상/좌하/우상/우하. 역시 경/전 두 부분으로 나뉜다. 한비 사상의 핵심적 주제인 객관적 법法과 그것을 가능하게 하는 방법인 술術, 초월적 권위인 세勢 등을 확보하는 것이 군주권을 지키는 데 있어 핵심적인 것으로 경에 소개된다.

- 36·37·38·39. 난難 1-4. 한비가 스스로의 관점에서 가한 역사 비평들이다. 제목은 비판의 의미이다.

- 40. 난세難勢. 세勢에 대한 논의가 이뤄지는 곳이다. 특히 중요한 것은 현명함과 세 개념 사이의 관계다. 한비는 세는 현명하다고 쓸 수 있다고 어리석다고 쓸 수 없는 것이 아니라는 점을 밝힌다. 그리고 이것이 가장 유효한 지점은 중질정도의 군주가 군림할 때라는 점 또한 밝힌다.

- 41. 문변問辯. 변론의 존재 가치에 대해 묻는다. 한비는 변론을 무의미한 것으로 간주해 강하게 비판한다.

- 42. 문전問田. 서술은 논어나 맹자에서처럼 대화를 받아 적은 방식으로 되어 있다. 한비자를 '한자(韓子, 한 선생님)'라고 표현하는 것 때문에 약간 후대에 쓰인 것일 수도 있다는 설이 있다.

- 43. 정법正法. 역시 문답 형식이다. 법과 술의 관계를 명쾌하게 설명하고 있다.

- 44. 설의說疑. 사이비를 가려내어 명확하게 밝힌다는 뜻이다. 군주에게 해만 입히는 걷만 뻔지르르한 경우에 대한 비판과 군주의 경계를 촉구한 편장이다.

- 45. 궤사詭使. 당시의 실제 정치가 법과 술에 의한 통치의 성격과는 크게 다르게 진행되고 있는 현실에 대해 한비가 우려와 울분을 토해내고 있는 편장이다.

- 46. 육반六反. 군주에게 득이 되지 않는 인간형이 민의 칭송을 받고, 민의 비난 대상이 군주에게 도리에 존숭되는 모순을 여섯 가지 유형으로 정리했다.

- 47. 팔설八說. 법치에 반하는 여덟 종류의 인간상을 비판한 편장이다.

- 48. 팔경八經. 여덟 가지의 통치 원칙을 들고 있다.

- 49. 오두五蠹. 혼란을 조장하는 다섯 가지 벌레들이라는 뜻으로, 여기서는 주로 유가, 묵가를 비롯한 다른 학파들을 뜻한다. 타 학파에 대한 평론이 성행하던 전국시대 말기의 상황을 반영하고 있다.

- 50. 현학顯學. 유가와 묵가에 대한 상당히 공격적인 비판이 이뤄져 있다.

- 51. 충효忠孝. 유가의 충효에 기반을 둔 질서나 정통 도가적 지식인 · 합종가 · 연횡가의 주장이 비판을 받는다.

- 52. 인주人主. 군주로서 신하를 대하는 마음가짐에 대해 논한다.

- 53. 칙령勅領. 한길사판 번역자 이운구에 따르면 상앙의 <근령>을 발췌한 부분이라고 한다. 법을 확립하고 명령을 확실히 하는 것이 정치를 안정시키는 길이라고 한다.이하 편장에는 상앙의 영향이 드러나 있다.

- 54. 심도心度. 민의 심리를 고려한 상·벌을 통해 민이 군주에게 복종하게끔 만들어야 한다는 요지다.

- 55. 제분制分. 상·벌의 명확한 구별의 중요성을 강조하고 그 효과를 분석한다.

## 같이 보기
- 명형(名形)
- 세법술(勢法術)
- 상벌(賞罰)
- 성악설(性惡說)

## 관련 문헌
- 한비, 이운구 역, 한비자 1 (한길 그레이트 북스 54), 한길사, 2002. ISBN 8935654019